# Persona (Mensch-Computer-Interaktion)
Eine Persona (deutsch Maske) ist eine Methode zur Analyse der Zielgruppen im Marketing und in der Produktentwicklung. Die Persona beschreibt symbolisch eine Gruppe von Nutzern, mit ihren konkret ausgeprägten Eigenschaften und einem konkreten Nutzungsverhalten. 

## Geschichte
Das Modell stammt aus dem Bereich der Mensch-Computer-Interaktion (MCI). Personas (häufig genutzter englischer Plural) oder Personae (lateinischer Plural, so auch in deutschsprachigen Normen) wurden zunächst nur im Anforderungsmanagement von Computeranwendungen verwendet. 

## Mensch-Computer-Interaktion
Für eine geplante Computeranwendung wird analysiert, welcher Nutzerkreis diese Anwendung später nutzen wird. Dazu werden Nutzergruppen bisheriger Anwendungen erforscht, und zusätzlich Hypothesen gebildet über künftige Anwendergruppen. Dazu werden, anhand von Beobachtungen an realen Menschen, einige fiktive Personen geschaffen, die stellvertretend für den größten Teil der späteren tatsächlichen Anwender stehen sollen. Die Anwendung wird dann entworfen, indem das Designer- und Entwicklerteam die Bedürfnisse dieser fiktiven Personen aufgreift und dementsprechend unterschiedliche Bedienungsszenarien durchspielt. Wichtig zu betonen ist, dass Personas einer fundierten Datenbasis entsprechen müssen. Diese Datenbasis wird aus einem mehrstufigen Prozess aus quantitativen und vor allem qualitativen Umfragen, Beobachtungen und Nutzerinterviews erhoben.

## Erstellen einer Persona
Personas werden mithilfe von Merkmalen erstellt, die zum Beispiel bei Interviews mit potenziellen Nutzern des Systems oder durch Beobachtungen ihres Verhaltens im Umgang mit ähnlichen Systemen identifiziert wurden. Dabei werden meist mehrere Personas entworfen – so viele wie nötig sind, um die verschiedenen BenutzerInteressen und -Eigenschaften des Systems abzudecken. Diese Benutzer werden aber nicht „erfunden“ sondern aus der Erforschung realer Benutzer abgeleitet. Anschließend sollten aus dieser Anzahl an Personas jedoch die primären und sekundären Personas ausgewählt werden.

## Eigenschaften einer Persona

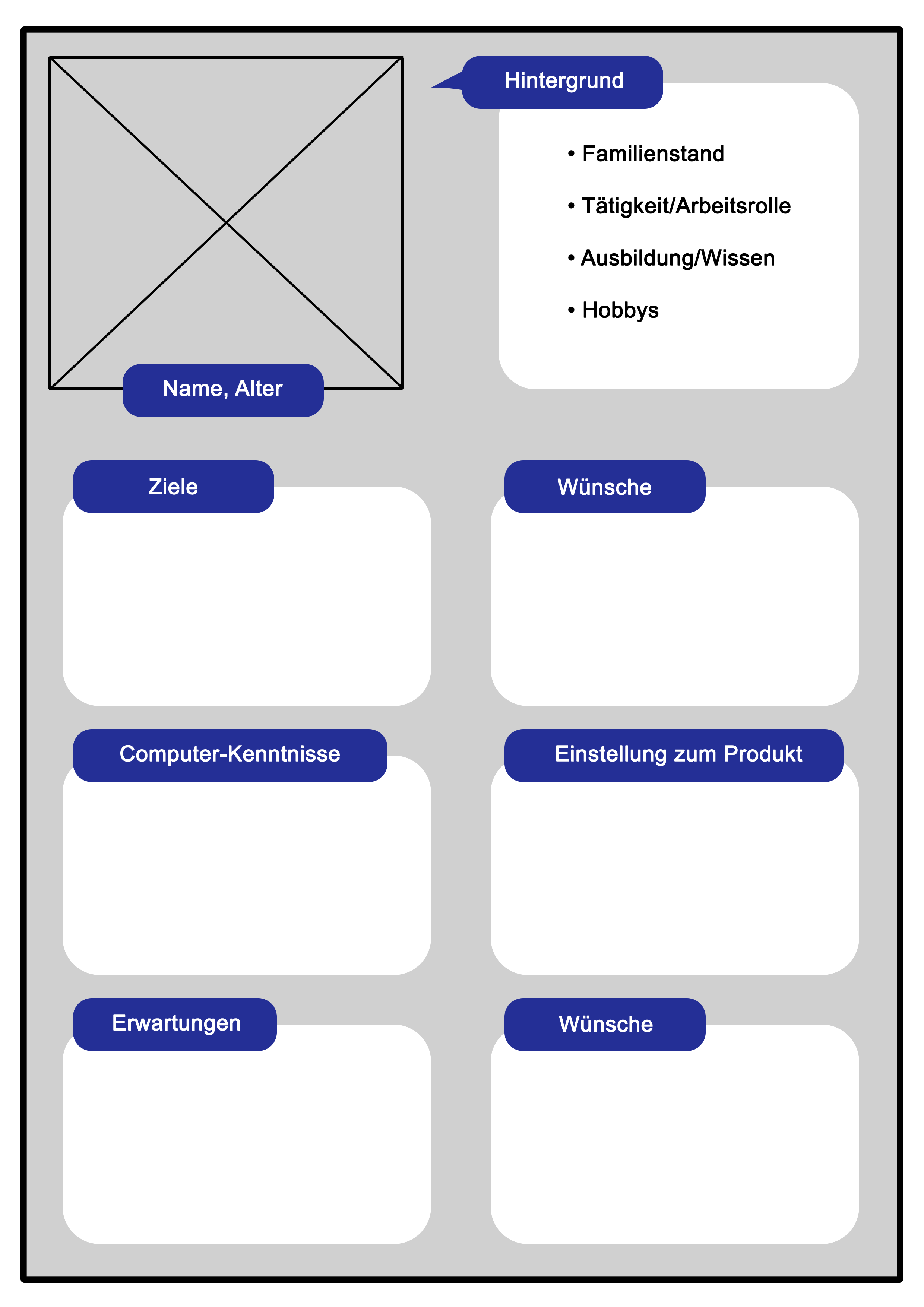
Beispiel für den Aufbau einer Persona

Eine Persona besitzt folgende Merkmale, die jedoch je nach Anwendung variieren können:
- Vor- und Nachname (fiktiv)
- Foto (um die Persona noch vorstellbarer zu gestalten)

Hinzu kommen weitere Attribute, je nach Relevanz für das System, zum Beispiel:
- Tätigkeit/Arbeitsrolle
- Familienstand
- Alter
- Ziele
- Wünsche
- Ausbildung/Wissen
- Computer-Kenntnisse
- Einstellung zum Produkt
- Einstellung zur Technologie des Produkts
- Hobbys
- Erwartungen
- Einschränkungen

## Beispiel „Digitalfoto-Terminal“
Aufgabe ist es, ein Digitalfoto-Terminal zu entwickeln, das in einem Kaufhaus steht, und an dem Benutzer ihre Digitalfotos auf einem elektronischen Medium abgeben und bearbeiten und ausdrucken können.
Unsere Personas:
- Leni (24): Interessierte und fortgeschrittene Computer-Nutzerin (Textverarbeitung und Internet), studiert BWL und fotografiert am Wochenende gerne alle ihre Freundinnen.

- Harald (65): Witwer und Rentner, hat von seinen Enkeln eine Digitalkamera geschenkt bekommen, besitzt aber keinen Computer und kann daher auch nicht damit umgehen. Dennoch möchte er natürlich die fotografierten Bilder ausdrucken und in sein Fotoalbum kleben.

- Sara (43): Migrantin, spricht und versteht kaum Deutsch und soll aber nun die Fotos von ihrem Sohn entwickeln, der gerade selbst keine Zeit dazu hat. Einen Computer kann sie aber nicht bedienen.

An diesen Beispielen für Personas wird deutlich, dass es nicht einfach ist, eine Gestaltung des Anwendungssystems zu finden, die den Vorkenntnissen und Bedürfnissen aller Benutzer entgegenkommt. Aspekte können sein: einfache Bedienung, intuitive Benutzungsschnittstelle, Mehrsprachigkeit und unmissverständliche Texte.
Für das Entwickler-Team gilt es nun, während des Entwurfs immer wieder darüber nachzudenken, ob die einzelnen Personen diese oder jene Aufgabe erfolgreich ausführen können.

## Persona in der Produktentwicklung
Früher hat man Produkte entwickelt, beispielsweise ein Auto, eine Küchenmaschine oder eine Fahrkarte. Heute verschiebt sich die Entwicklung in Richtung Prozessentwicklung, beispielsweise Transport von A nach B und den Weg dazwischen, oder Veredelung und Zubereitung von Nahrungsmitteln. Je nach Persona müssen dann deutlich weitergehende Bedarfe erfüllt und oft neuartige Lösungen dafür gefunden werden.

## Persona in der Dienstleistung
Früher hat der Frisör Haare geschnitten und der Schreiner Möbel gebaut. Heute besucht man eine Wellness-Oase und einen Wohnraumgestalter. Dienstleistung wird viel umfassender und vielseitiger verstanden. Das gilt für fast alle Dienstleistungsbereiche, die dann je nach Persona zu ganz neuen Lösungswegen führen müssen.